# Cementerio de Picpus
El cementerio de Picpus (en francés, cimetière de Picpus) es el mayor cementerio privado de París (Francia), y está ubicado en el distrito XII. Se creó en los terrenos incautados al convento de las Canonesas de San Agustín durante la Revolución francesa. Situado a pocos minutos de donde se encontraba instalada la guillotina, alberga los restos de 1306 víctimas ejecutadas entre el 14 de junio y el 27 de julio de 1794, en el momento más álgido del Terror. En la actualidad, solo los descendientes de esas 1306 víctimas tienen opción a ser inhumados en este camposanto.
El cementerio de Picpus es uno de los dos cementerios privados de París. El otro es el antiguo «cementerio de los judíos portugueses de París», situado en el distrito XIX.
El cementerio de Picpus se encuentra al lado de una pequeña capilla, Notre Dame de la Paix («Nuestra Señora de la Paz»), gestionada por las Hermanas del Sagrado Corazón. Los miembros de la Congregación de los Sagrados Corazones se conocen como «los padres Picpus», ya que la orden se originó en esa calle. La capilla cuenta con una pequeña escultura de la Virgen de la Paz, del siglo XV, reputada por haber curado supuestamente a Luis XIV de Francia de una grave enfermedad el 16 de agosto de 1658.
El cementerio tiene un vínculo con la historia estadounidense, ya que alberga la tumba de Gilbert du Motier, marqués de La Fayette (1757-1834), sobre la que ondea permanentemente una bandera del país en cuya Guerra de Independencia combatió.

## Ubicación
La entrada al cementerio está situada en el n.º 35 de la Rue de Picpus, en el distrito XII de París. Puede visitarse por las tardes todos los días excepto domingos y feriados, normalmente entre las 14 y las 17 horas. La capilla de Nuestra Señora de la Paz se encuentra en la entrada al cementerio. Las estaciones de metro más cercanas son Nation y Picpus.

## El Terror

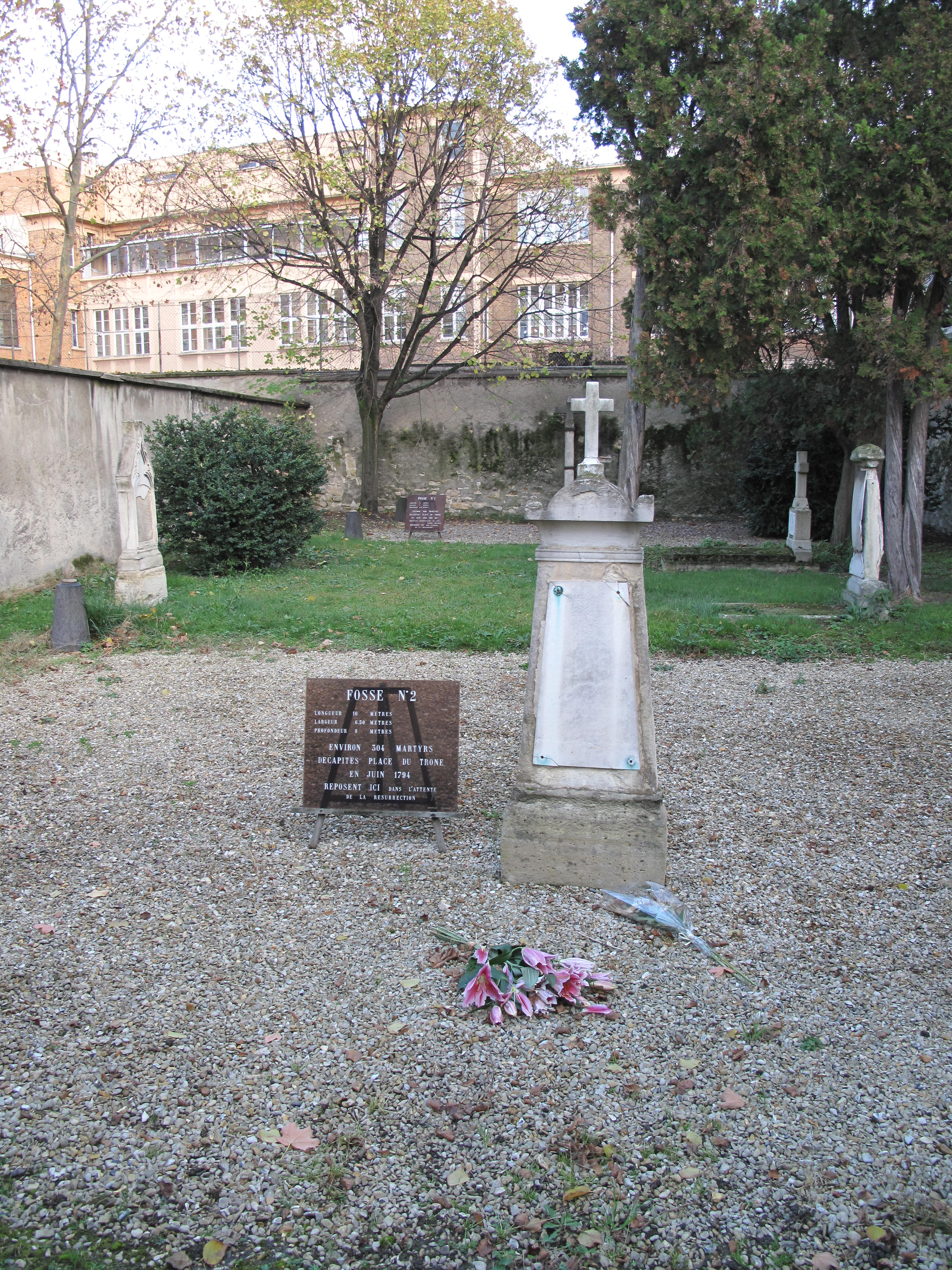
Las fosas comunes en la actualidad, marcadas por las zonas de grava.

Durante la Revolución francesa, la guillotina estuvo instalada en la plaza de la Nación, entonces llamada place du Trône Renversé («plaza del Trono Derribado»). Del 13 de junio al 28 de julio de 1794, durante la época denominada como «El Terror», se llegaron a ejecutar hasta 55 personas diariamente. El Tribunal Revolucionario necesitaba una forma rápida y anónima de deshacerse de los cadáveres. El cementerio de Picpus se encuentra a solo cinco minutos de la plaza de la Nación.
Se excavó una fosa en un extremo del jardín, y en ella se arrojaban los cuerpos decapitados juntos: nobles, religiosos, comerciantes, militares y obreros. Cuando la primera fosa estuvo completa, se excavó una segunda. Los sepultureros utilizaban la capilla del antiguo convento como oficina para inventariar las ropas de las que despojaban a los decapitados. Las fosas se cubrían solamente con planchas hasta estar completas, momento en que se rellenaban de tierra. Esto, sumado al suelo arcilloso del lugar, que pudría la sangre, provocaba un espantoso hedor.
Los nombres de los enterrados en estas dos fosas comunes, 1306 mujeres y hombres, están inscritos en dos placas de mármol colocadas cerca del coro de la capilla. Entre los 1109 hombres hay 108 nobles, 108 clérigos, 136 monjes, 178 militares y 579 hombres comunes. También hay 197 mujeres enterradas: 51 nobles, 23 monjas y 123 mujeres del pueblo. El baño de sangre cesó cuando el propio Robespierre fue decapitado y el jardín se clausuró.
Entre las víctimas enterradas en Picpus se encuentran las mártires de Compiègne, 16 religiosas Carmelitas de entre 29 y 78 años que fueron guillotinadas el 17 de julio de 1794. En 1905 fueron beatificadas por el papa Pío X. Sobre este incidente, el escritor francés Georges Bernanos escribió la novela Diálogos de Carmelitas, y el compositor Francis Poulenc compuso la ópera homónima.

## Después de la Revolución

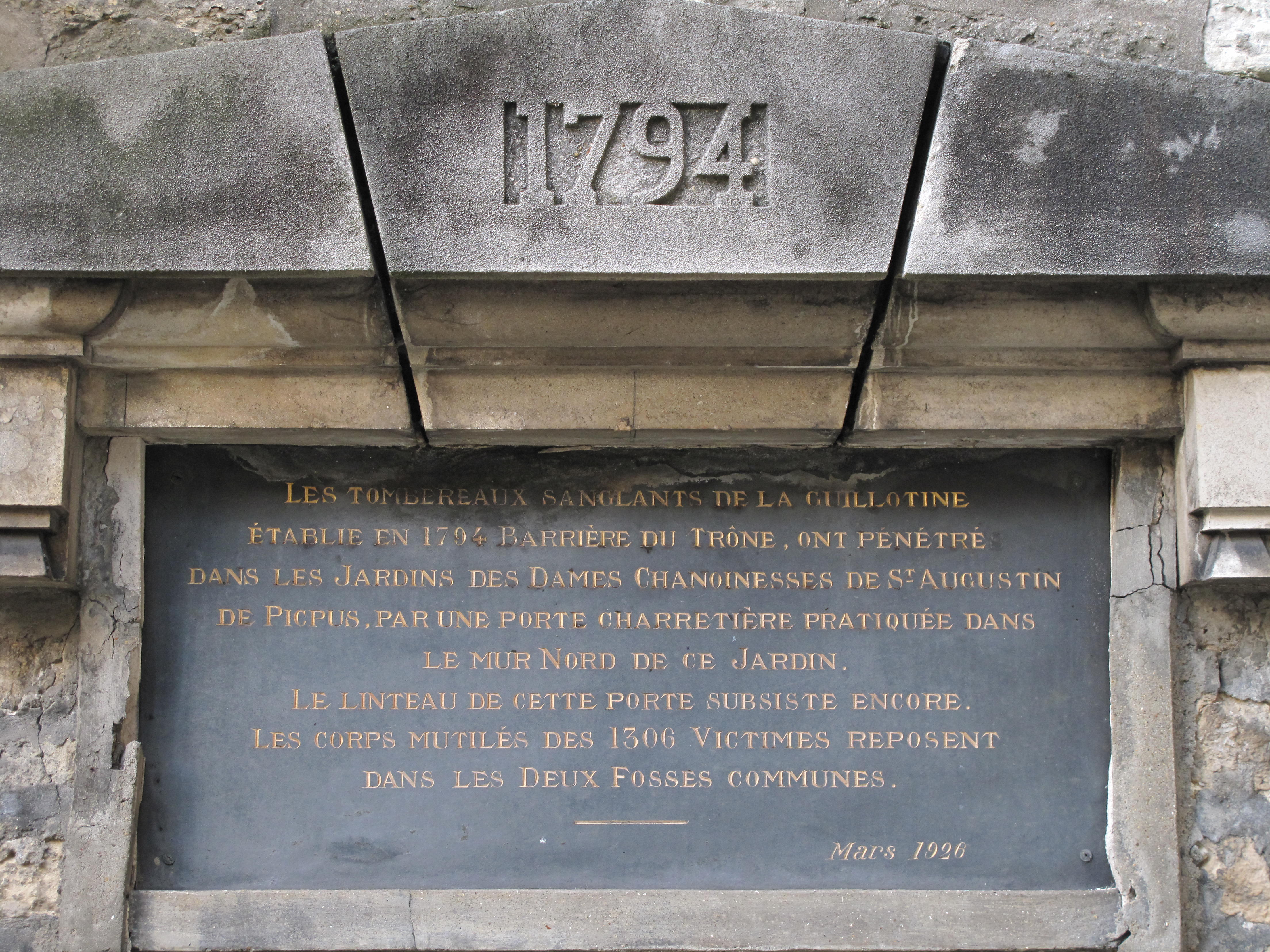
Placa en el cementerio de Picpus dedicada a las víctimas del Terror

En 1796, durante el Directorio, el terreno que ocupan las dos fosas comunes fue comprado secretamente por la princesa Amalia Ceferina de Salm-Kyrburg, ya que su hermano Federico, III príncipe de  Salm-Kyrburg, había sido enterrado en una de dichas fosas. En 1803, cuando Napoleón era primer cónsul, un grupo de familiares de aristócratas fundaron el Comité de la Société de Picpus para adquirir el resto del terreno y construir un segundo cementerio al lado de las fosas comunes. Este comité se disolvió en 1819.
En 1926, el terreno pasa a ser propiedad de la Société de l'Oratoire et du cimetière de Picpus. Muchas de estas familias nobles aún utilizan el cementerio como lugar de inhumación.

## Lugar de recuerdo
En 1805 se instaló en Picpus una comunidad religiosa dirigida por la madre Henriette Aymer de la Chevalerie y el abad Pierre Coudrin. Son las Hermanas de la Congregación de los Sagrados Corazones de María y Jesús de la Adoración Perpetua (Congregación de los Sagrados Corazones), y desde entonces se encargan de organizar servicios en memoria de las víctimas y sus verdugos.
Durante la Comuna de París, esta congregación resultó muy afectada, ya que 24 de sus miembros fueron muertos por los insurrectos.
En el prospecto que se entrega a los visitantes del cementerio se explica que «por deseo de los fundadores, aquí se reza (…) no solamente por las víctimas, sino también por sus verdugos, víctimas a su vez de una de las primeras manifestaciones del totalitarismo opuesto a toda dignidad humana. Picpus es igualmente un lugar de meditación y de perdón por los excesos de hombres confundidos por ideologías materialistas, y con la participación de la congregación de las hermanas, un vínculo de amor humano y de confianza en el porvenir».

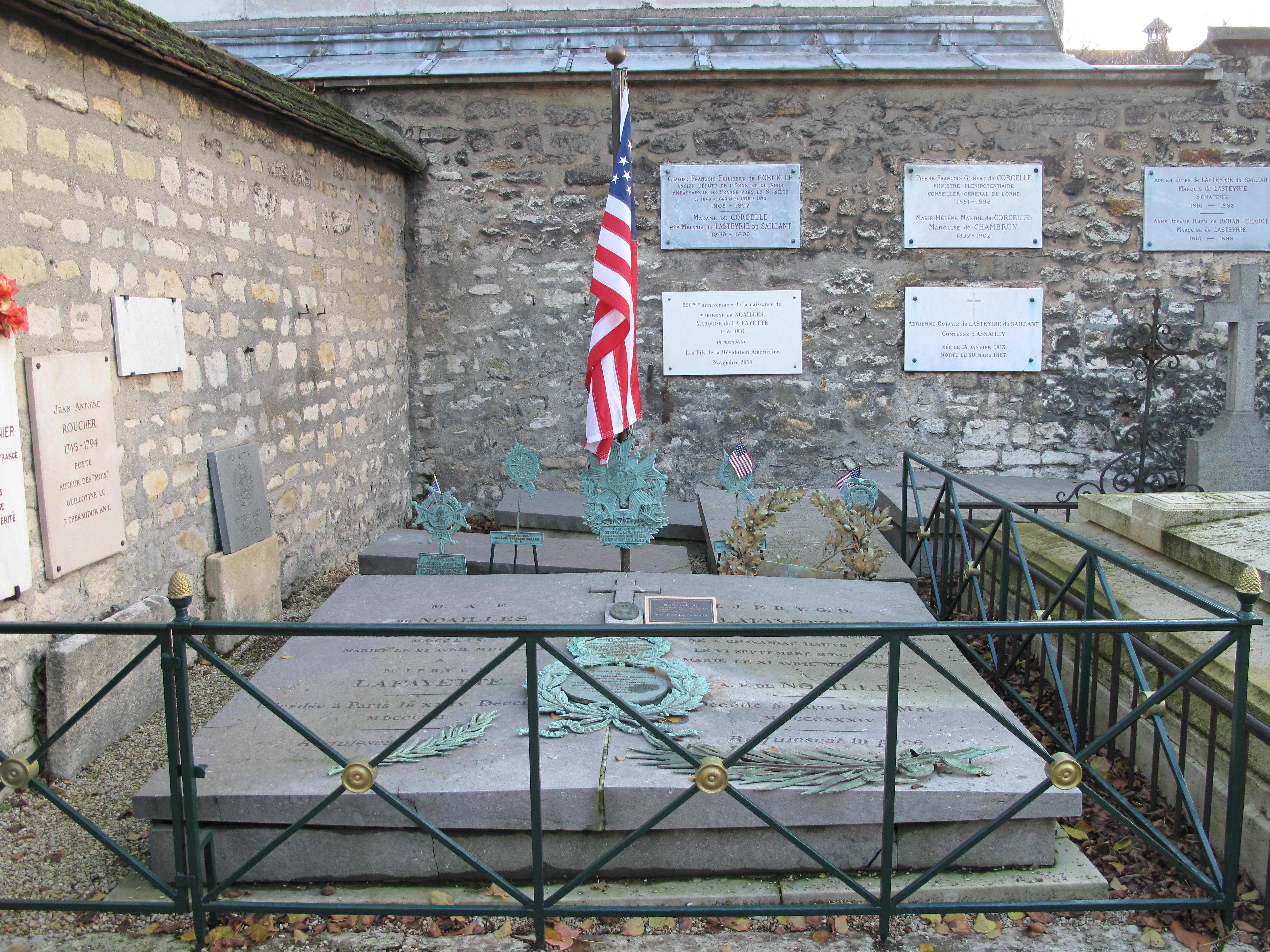
Tumba del marqués de La Fayette y su esposa en el cementerio de Picpus

El marqués de La Fayette, general del ejército estadounidense, mariscal del ejército francés y diputado por Seine-et-Marne está inhumado en este cementerio junto a su esposa, Adrienne de Noailles, cuya madre, Henriette d'Aguesseau, abuela, Catherine de Cossé-Brissac, y hermana, Louise de Noailles, figuran entre los guillotinados y arrojados a las fosas comunes en 1794.
Su féretro está cubierto con la tierra que trajo de Brandywine y sobre su tumba ondea una bandera estadounidense que se renueva cada 4 de julio, fecha del aniversario de la independencia americana. Ese día, el embajador de Estados Unidos le rinde homenaje junto a representantes de la villa de París, del Senado y de la sociedad Daughters of the American Revolution.

## Personas notables enterradas en el cementerio de Picpus
- 1306 víctimas del Terror, guillotinadas entre el 14 de junio y el 27 de julio de 1794
- Gilbert du Motier, marqués de Lafayette, héroe de la Revolución francesa y la independencia americana (6 de septiembre de 1757 - 20 de mayo de 1834)
- André Chénier, poeta, guillotinado el 25 de julio de 1794
- Richard Mique, arquitecto de la aldea de la Reina del palacio de Versalles, guillotinado el 8 de julio de 1794
- Aimé Picquet du Boisguy, general en la Guerra de los Chuanes
- Las monjas carmelitas mártires de Compiègne, guillotinadas el 17 de julio de 1794 y enterradas en una de las dos fosas comunes
- Jean-Antoine Roucher (1745-1794), poeta, beneficiario de gabelas, guillotinado el 25 de julio de 1794
- Alejandro de Beauharnais, primer esposo de Josefina de Beauharnais y padre de sus hijos Eugenio y Hortensia. Fue guillotinado el 23 de julio de 1794
- Federico de Salm-Kyrburg, príncipe del Sacro Imperio Romano Germánico, coronel del ejército alemán, comandante de batallón de la Guardia Nacional, cuñado del príncipe Antonio Alois de Hohenzollern-Sigmaringen y hermano de la princesa Amalia Ceferina de Salm-Kyrburg, guillotinado el 23 de julio de 1794.
- Margarita Luisa de Orleans, gran duquesa de Toscana (1645-1721)
- Antoine Allut, vidriero, enciclopedista y diputado, guillotinado el 25 de junio de 1794
- G. Lenotre (seudónimo de Louis Léon Théodore Gosselin, 1855-1935, académico, historiador y autor de numerosas obras sobre la Revolución francesa. Es la única tumba del cementerio de Picpus de una persona no guillotinada durante la Revolución ni descendiente de alguna de las víctimas. Tuvo el privilegio de obtener lugar de enterramiento gracias al agradecimiento por la enorme difusión histórica y literaria que hizo en su obra Le Jardin de Picpus, publicada en 1928, de este singular cementerio parisino.

## Memoriales judíos
En 1852, el financiero James Mayer de Rothschild construyó un hospital y una unidad de cuidados paliativos junto al cementerio, en el 76 de la rue de Picpus.  Aunque en principio estaba dedicado a tratar pacientes judíos, el hospital Rothschild fue convertido en hospital general durante la I Guerra Mundial.
Durante la ocupación nazi de París en la II Guerra Mundial, los judíos franceses, polacos y alemanes fueron reunidos y enviados al campo de internamiento de Drancy, al norte de París. Las mujeres embarazadas, los enfermos graves y los niños permanecieron en el Hospital Rothschild, que se convirtió en una extensión del campo de Drancy, fuertemente vigilado y rodeado de alambradas.
Tras la colusión de la Francia de Vichy con la Alemania Nazi, los pacientes que sobrevivieron a sus enfermedades fueron deportados a campos de concentración. De las 61 000 personas que llegaron de Drancy, solo 1 542 seguían vivos cuando las fuerzas aliadas liberaron los campos en 1944. En el cementerio de Picpus hay una placa dedicada a la memoria de estos prisioneros.